# Malrevers
Malrevers település Franciaországban, Haute-Loire megyében. Lakosainak száma 756 fő (2022. január 1.). Malrevers Beaulieu, Blavozy, Chaspinhac, Lavoûte-sur-Loire, Rosières és Saint-Étienne-Lardeyrol községekkel határos.

## Népesség
A település népességének változása:
| Lakosok száma | 435  | 520  | 592  | 721  | 740  | 748  | 754  | 761  | 762  | 756  |
|               | 1968 | 1982 | 1990 | 2006 | 2013 | 2015 | 2017 | 2019 | 2020 | 2022 |